# Vilshofen an der Donau

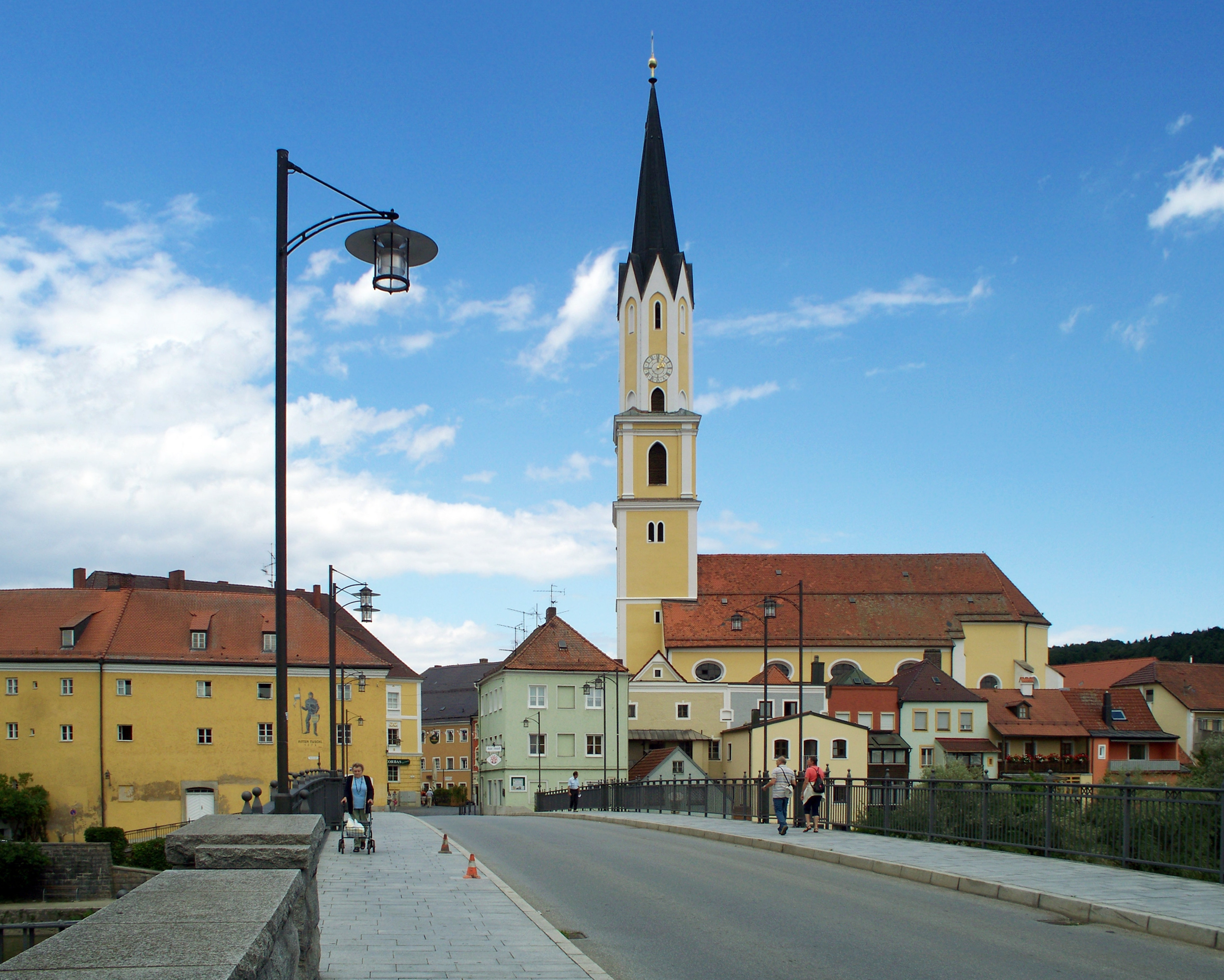

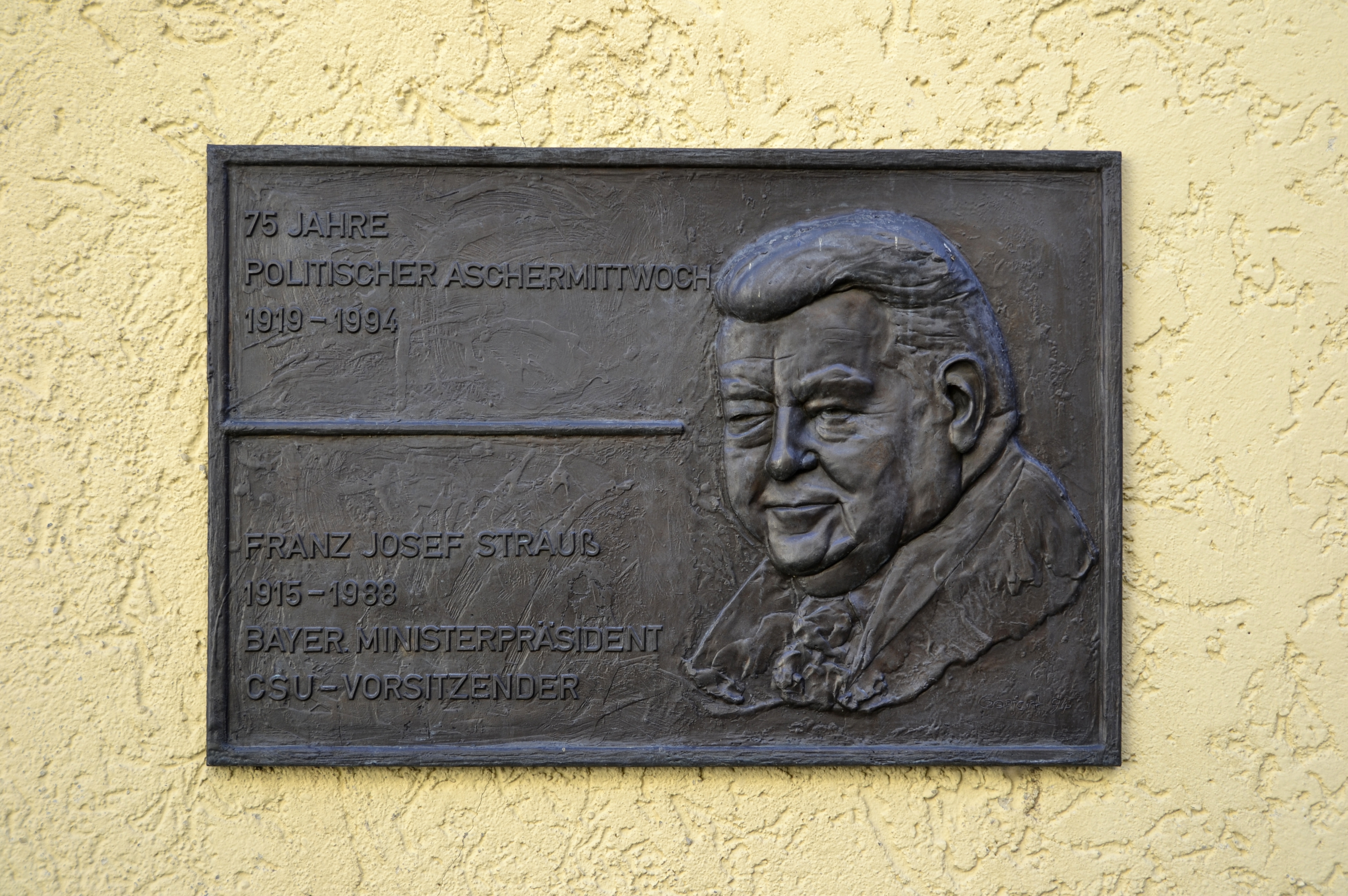

Vilshofen an der Donau es una ciudad de Alemania, situada en el estado de Baviera que pertenece al distrito rural de Passau. 